# Phortica variegata
Phortica variegata är en tvåvingeart som först beskrevs av Fallen 1823.  Phortica variegata ingår i släktet Phortica och familjen daggflugor. Arten är reproducerande i Sverige. Inga underarter finns listade i Catalogue of Life.